# Buhagiar (patronyme)
Pour les articles homonymes, voir Buhagiar.
Buhagiar est un patronyme maltais.

## Étymologie
D'origine arabe, ce patronyme est à l'origine un surnom dérivé de Abūhadjar, basé sur le mot ha(d)jar, « pierre » en arabe (حَجَر [ḥajar]), précédé du mot arabe abu (أبو [ʾabū]), « père de », ici dans le sens de « propriétaire de » ; il désignait probablement le propriétaire d'une carrière ou un vendeur de pierres (pierre naturelle pour la construction, pierre à aiguiser, etc.).
La présence du nom de famille Buhagiar à Malte est attestée en 1419 sous la forme Buhaiar, notamment dans la ville d'In-Naxxar.

## Distribution du patronyme dans le monde
Selon le site Forebears, en 2014, il y avait dans le monde 4 059 personnes qui portaient ce nom, dont 1 770 à Malte. En dehors de l'archipel maltais, le nom Buhagiar se rencontre essentiellement en Australie, au sein de la communauté maltaise (en). En France, il est généralement porté par les rapatriés d'Algérie (et leurs descendants) d'origine maltaise.
| Pays             | Nombre de personnes portant ce patronyme (2014) |
| ---------------- | ----------------------------------------------- |
| Malte            | 1 770                                           |
| Australie        | 828                                             |
| France           | 735                                             |
| États-Unis       | 285                                             |
| Angleterre       | 188                                             |
| Canada           | 80                                              |
| Suisse           | 54                                              |
| Gibraltar        | 51                                              |
| Belgique         | 30                                              |
| Nouvelle-Zélande | 21                                              |

## Personnalités portant ce patronyme
- Buhagiar